# 歌垣山
歌垣山（うたがきやま）は大阪府豊能郡能勢町に位置する、標高553.5mの山。北摂山系の主要な山であり、大阪50山の一つである。

## 概要・歴史
歌垣山は、丹波高地や北摂山系のその他の山と同様に、準平原化した山脈が侵食されて残った残丘が、再隆起して作り上げられたと考えられる。
男山、女山からなる双耳峰となっており、三角点は女山にある。
万葉の時代より男女が集まり「歌合わせ＝かがい」が行われた山で、関東地方の筑波山、九州地方の杵島岳と並ぶ歌垣三山のひとつである。男山山頂は歌垣山公園として能勢町により整備され、公園内の「かがいの広場」には歌碑や石碑などが設置されている。女山山頂には「ふれあい広場」があり、展望台が設置されている。

## 登山ルート
最も一般的な登山道は歌垣山登山口（西側山裾）または堀越峠（南側山裾）より入山するもので、山頂までは40分程度である。

## 交通アクセス
- 能勢電鉄妙見線 妙見口駅から「能勢町宿野」または「奥田橋（循環）」行きの阪急バスに乗車し2-30分、「歌垣山登山口」（歌垣山登山口）または「倉垣」（堀越峠登山口）バス停下車

## 周辺
- 倉垣天満宮 - 西山裾に鎮座
- 妙法寺 - 西山裾に鎮座